# Wasserturm (Delitzsch)

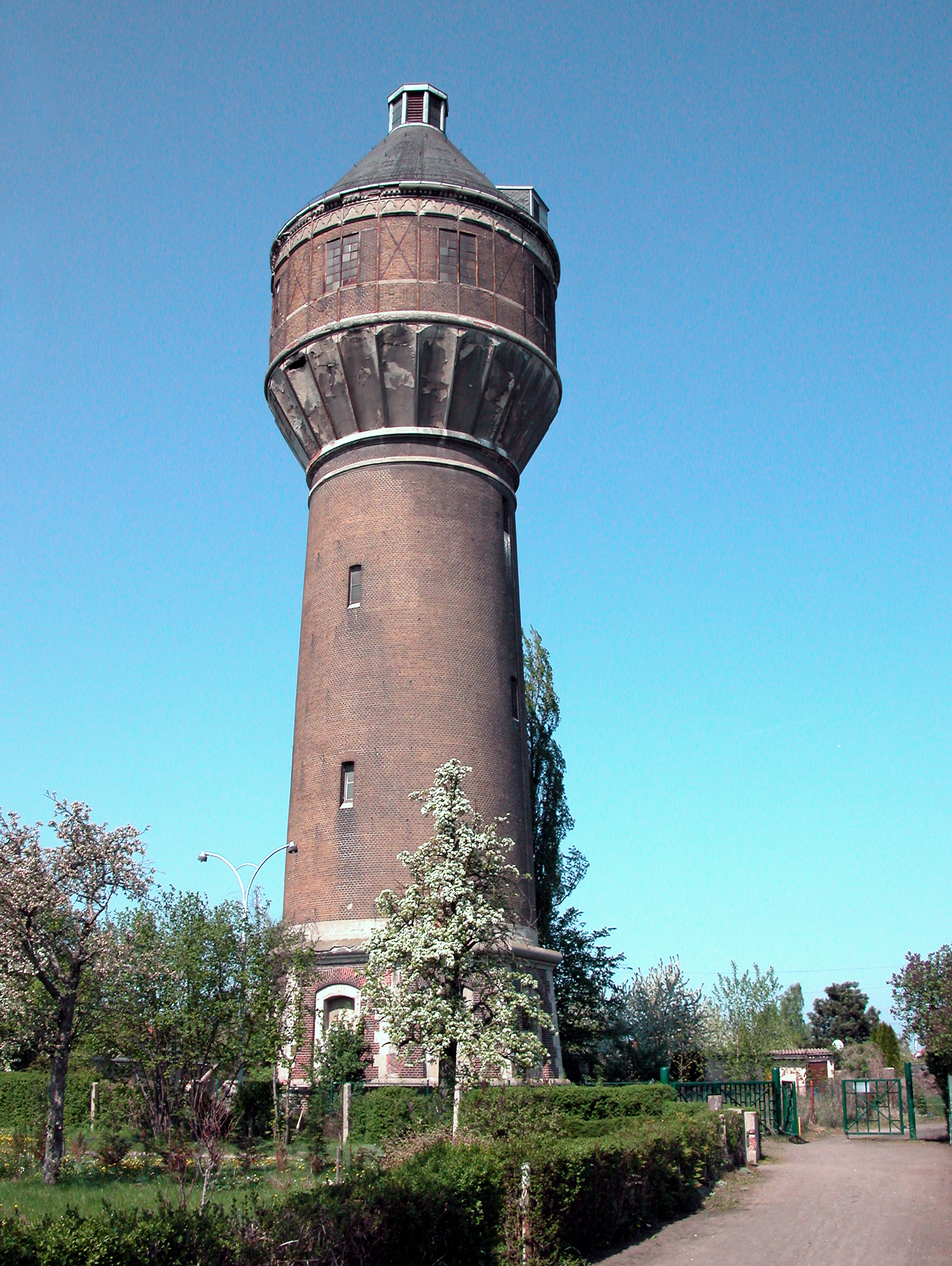
Wasserturm in Delitzsch (2009)

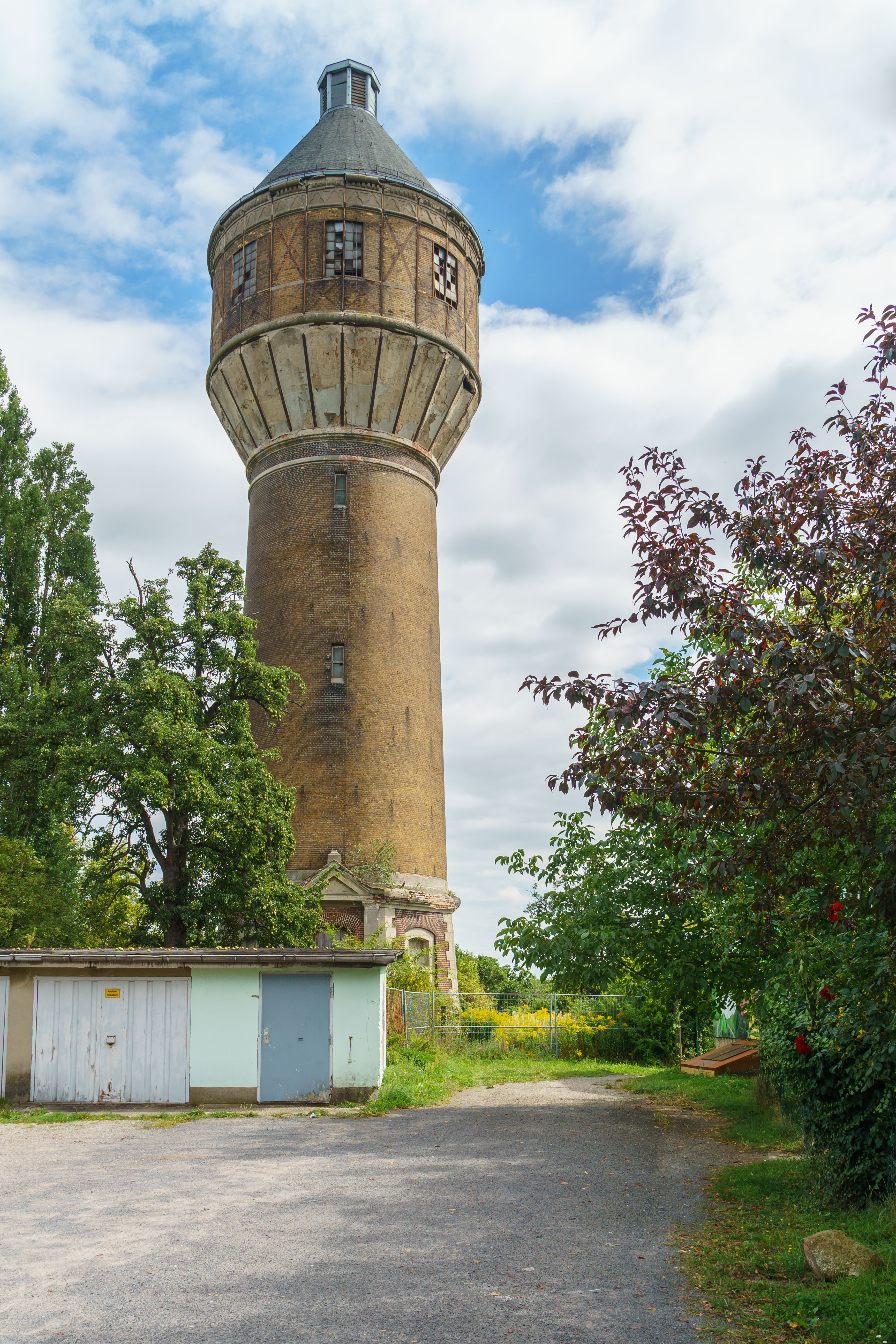
Mit Absperrung (2016)

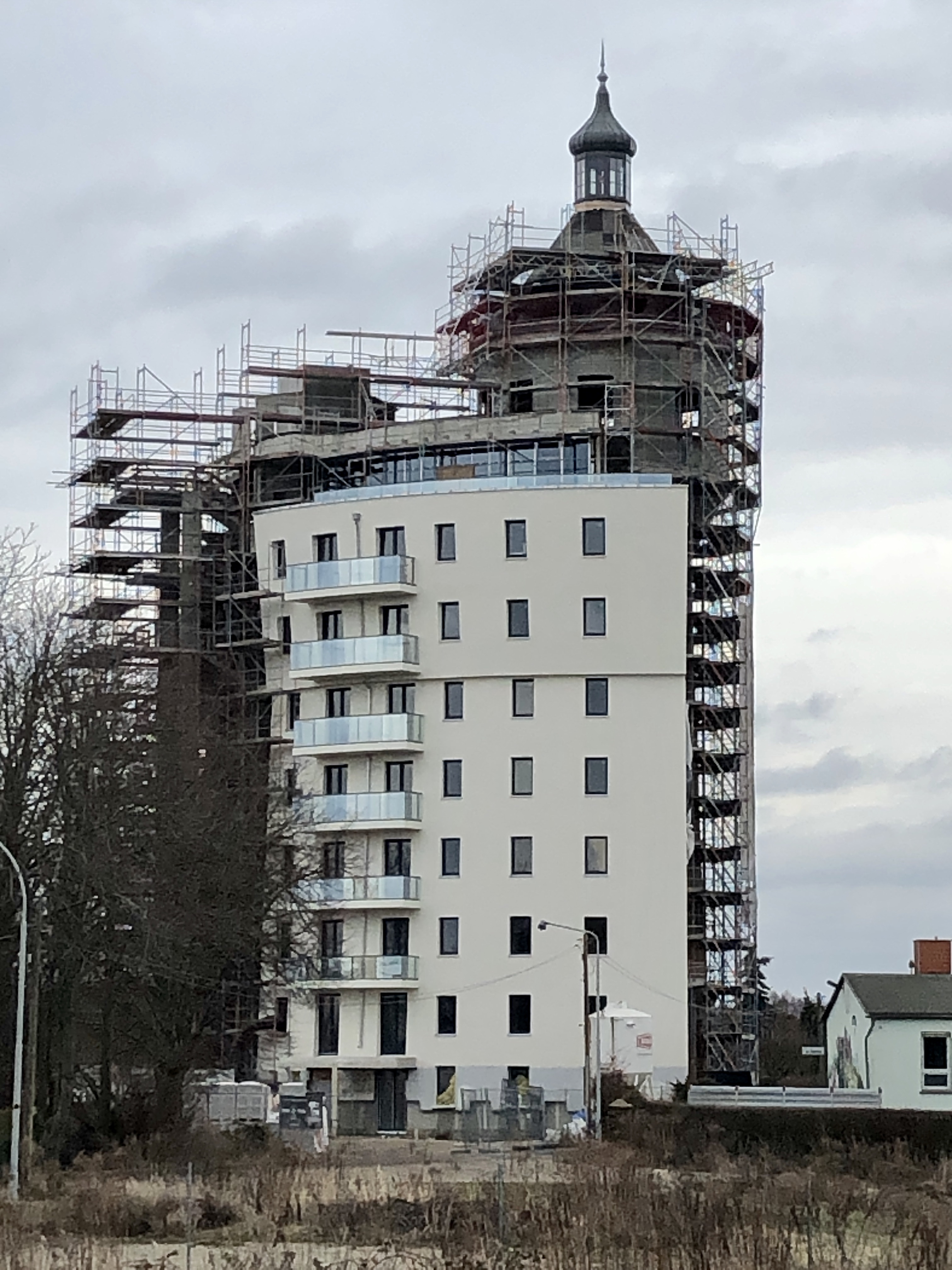
Wasserturm Delitzsch Bauzustand Februar 2023

Der Wasserturm in Delitzsch ist ein Hochbehälter in der Stadt Delitzsch im Landkreis Nordsachsen in Sachsen. Er gilt als eines der Wahrzeichen der Stadt und wird seit 2020 zu einem Wohnareal umgebaut.

## Geschichte
In den Jahren von 1902 bis 1904 wurde bei Döbernitz ein Wasserturm errichtet. Trotz seines Standortes südlich der Eisenbahnstrecke Halle-Eilenburg war er aber nicht für das Dorf oder die Bahn, sondern für die Wasserversorgung der Stadt Delitzsch zuständig und entstand im Zusammenhang mit der Wasserleitung. Deren Bau wurde im Jahr 1902 am 14. März durch die Stadtverordnetensitzung beschlossen, woraufhin die Stadt die an einem höheren Punkt gelegene Zandersche Mühle kaufte und abbrechen ließ. Auf dieser Anhöhe südlich der Stadt entstand der Wasserturm. Drei Brunnen, das Maschinenhaus des Pumpwerks und andere zugehörige Gebäude wurden hingegen nördlich der Stadt auf dem Hospitalfeld errichtet.
Der erste Spatenstich konnte – trotz einiger Verzögerungen bei der Genehmigung durch die Regierung – ebenfalls im Jahr 1902 durchgeführt werden. Hauptverantwortlich für dieses 430.000 Mark teure Projekt war der Ingenieur Saalbach aus Dresden, unter dessen Leitung binnen weniger Monate mehrere Kilometer Rohrleitungen verlegt wurden. Die Inbetriebnahme erfolgte am 1. Oktober 1903. Einen Monat später übernahm die Stadt diese am 4. November 1903. In der Bauzeit des Wasserturms kam es zu einem tödlichen Unfall. Im Jahr 1925 wurde der Neubau von fünf Brunnen am Wasserturm beschlossen, wovon zwei sofort errichtet wurden.
In den 1920er und 1930er Jahren entstanden rund um den Wasserturm weit über 150 Kleingärten. Zudem wurde die Wasserversorgung zu einer Ringwasserleitung ausgebaut, damit weitere Wohnhäuser entstehen konnten. Die ergänzende Leitung führte vom Wasserwerk über den Osten der Stadt zum Wasserturm. Im Jahr 1951 übernahm der Wasserwirtschaftsbetrieb der Stadt Delitzsch den Turm, 1964 der VEB Wasserversorgung und Abwasserbehandlung Leipzig, aus dem 1990 die WAB Leipzig GmbH wurde. 1993 bildete sich der Zweckverband Delitzsch-Rackwitzer Wasserversorgung (DERAWA)/Technische Werke Delitzsch (TWD).
Nach seiner Stilllegung verfiel der Turm allmählich und wurde mit einem Bauzaun gesichert. Im Jahr 2019 wurde ein großangelegtes Bauprojekt begonnen, in dessen Rahmen ein Hotel um den Turmschaft herum errichtet wurde. Die Pläne des Projektentwicklers Quarterback Immobilien hierfür waren 2017 bekannt geworden. Die Genehmigung für die Umnutzung erfolgte Ende November 2018. Weitergehende Pläne, auch das Gebiet entlang der angrenzenden Leipziger Straße touristisch zu erschließen, mussten infolge der COVID-19-Pandemie in Sachsen schließlich 2022 aufgegeben und allein auf den Wasserturm beschränkt werden.
Der Hochbau für das als Boardinghouse konzipierte Projekt begann im Oktober 2020. Der siebengeschossige Anbau sollte im Herbst 2022 fertiggestellt werden. Richtfest war am 28. April 2022. Die endgültige Fertigstellung wurde aber auf den April 2023 verschoben.

## Baubeschreibung
Der 300 Kubikmeter fassende Intze-Behälter beginnt in einer Höhe von 30 Metern. Vom Wasserbecken führte ein 225 Millimeter starkes Rohr zum Pumpwerk. Von diesem Pumpwerk aus wurde die Stadt durch ein strahlenförmiges Rohrnetz angeschlossen, in dem der Wasserturm mit seinen 500.000 Litern Fassungsvermögen den Druckausgleich gewährleistete. Der Wasserturm selbst ist 44 Meter hoch. Im ehemaligen Wasserspeicher entsteht ein Restaurant mit 239 Sitzplätzen. Die Anbauten sollten ursprünglich 64 Appartements auf neun Etagen beherbergen sowie einen Spa- und Wellness-Bereich umfassen. Im Zuge des Umbaus wurde die Haube des Wasserturms entfernt und originalgetreu wieder aufgebaut, so dass das Turmdach auch seine Laterne wiederbekommt. Zu den Anbauten zählt auch ein gläsernes Treppenhaus an der Nordseite. Die von der Stadt abgewandte Südseite des Wasserturms bleibt hingegen frei. Die Nutzung wurde im Laufe des Projekts angepasst und neben 22 Appartements sollten nun 19 Wohnungen entstehen. Diese verteilen sich auf nur noch sieben Etagen, wodurch die Gesamtzahl deutlich sank.
Der Turm mit der Adresse Am Wasserturm 1 steht als Baudenkmal unter Denkmalschutz und ist im Denkmalverzeichnis mit der Nummer 08971740 erfasst. Es handelt sich um ein Werk des Historismus ohne deutliche Anleihen an einen der üblichen historischen Stile. Der gelbe Backsteinbau verwendet im Obergeschoss Fachwerk, wohingegen das Erdgeschoss mit rotem Backstein hervorgehoben wurde. Die Fenster weisen teils Segmentbögen auf, ebenso das Portal.